# Lei è la mia pazzia
Lei è la mia pazzia è un film televisivo del 2020, diretto da Colin Theys.
Si tratta del sequel del film Lei è la mia follia, diretto sempre da Theys nel 2017.
Un sequel diretto sempre da Theys, Lei è sempre la mia follia è uscito nel 2021 con Houston Stevenson riprende il ruolo di Bruce Kane, mentre la nuova fiamma del killer, Courtney Shayne è interpretata da Leigha Sinnott. 

## Trama
Alison Hooper e il fratello minore Kevin decidono di trascorrere un'idilliaca giornata al mare insieme a Rihannon, la sua migliore amica e Carson, il suo ragazzo. 
Kevin però durante una gita in barca riceve uno scherzo da parte di Jimmy, cade in acqua e per sua sfortuna uno squalo comincia ad attaccarlo: a salvarlo sono sua sorella Alison e l'istruttore Daniel Kennedy. 
La famiglia della ragazza è molto grata del gesto di Daniel e decide di invitarlo a cena, ove conosce Carson che comincia a nutrire dei sospetti nei confronti del giovane. 
La mattina dopo, Carson decide di intromette nella casa del giovane teorizzando i suoi sospetti sul giovane tramite una falsa carta d'identità. Però, sfortunatamente, mentre il ragazzo se ne va viene scoperto da Daniel che si comincia a picchiare da solo ripetutamente per poi recarsi a casa della ragazza e fingere di aver subito una rapina e di essere stato picchiato. 
Così, la famiglia di Alison decide di accoglierlo in casa sua. In seguito, Kevin viene colpito in un occhio da Jimmy e parla con Daniel dell'accaduto, affermando anche che vorrebbe che Ted, suo padre adottivo scomparisse. 
Allora, la mattina seguente, Daniel chiede un passaggio al molo da Ted, del tutto ignaro che in realtà è una trappola, infatti, Daniel lo attacca e lo imbavaglia, per poi darlo in pasto allo squalo. 
Subito dopo, Daniel sbircia nella camera di Alison venendo scoperto da Carson che si reca al molo minacciando Daniel di andarsene. Il giovane allora, intento a sbarazzarsi anche di Carson prepara un biglietto falso copiando la grafia di Alison e inganna Carson facendogli credere che la ragazza lo aspetti al molo. Il ragazzo ci casca e viene attaccato da Daniel con una catena, per poi fare la stessa fine di Ted. In seguito Daniel accompagna Alison ad un concorso fotografico e una volta lì la ragazza, ricordando il padre scoppia in lacrime e bacia inconsapevolmente Daniel. 
La mattina dopo, Daniel serve la colazione a letto alla ragazza, credendo che ora stessero insieme, però Alison ribadisce che non è così e il giovane impazzisce rivelando accidentalmente il suo vero nome: Bruce Kane. 
E così, Daniel viene cacciato subito di casa da Diana, la madre della ragazza. Il giovane inizia una storia con Rhiannon che però finisce quando la ragazza scopre il cadavere del vero Daniel Kennedy nel congelatore della casa di Daniel e viene uccisa da quest'ultimo con un arpione da pesca, ma non prima che invii un messaggio ad Alison con scritto "Bruce Kane". 
La ragazza così fa delle ricerche al computer scoprendo la storia oscura di Daniel del film precedente. Nel mentre, Daniel che ora si fa chiamare Bruce cattura Kevin e Diana, per poi portare Alison in un ristorante, ove chiede al Alison di sposarlo. In un primo momento la ragazza accetta, ma poi si ribella, getta della roba bollente su Bruce e scappa via con Kevin. Bruce li insegue e cattura Kevin legandolo ad una sedia. 
La ragazza poi, trova sua madre prigioniera in una gabbia per squali, per poi essere raggiunta da Bruce armato di pistola. 
E così la ragazza affronta il giovane e nel mentre Kevin riesce a liberarsi recuperando un coltello dalla cucina per poi recarsi verso il trio.
Intanto, la ragazza per risparmiare se stessa e sua madre dice a Bruce che vuole passare il resto della sua vita con il giovane, ma purtroppo, Bruce mette Alison nella gabbia buttandola sott'acqua. Allo stesso tempo, Kevin arriva e accoltella Bruce alla schiena ferendolo e lo distraendo, permettendo a Diana di recuperare la pistola e ferirlo ulteriormente, per poi essere scaraventato in acqua dalla donna. 
E così, Alison afferra il giovane facendolo catturare dallo squalo con le mascelle uccidendolo. Infine, ad incubo finalmente terminato, il trio se va trionfante e tranquillo alla volta di casa.